# 沢尻橋梁
沢尻橋梁（さわじりきょうりょう）は、新潟県東蒲原郡阿賀町の沢尻に架かる東日本旅客鉄道（JR東日本）磐越西線の鉄道橋である。

## 概要
岩越線（現・磐越西線）の野沢駅 - 津川駅間の延伸工事に伴って1914年（大正3年）に完成した。豊実駅 - 日出谷駅間の阿賀野川支流である沢尻に架かる全長45.72mの橋梁である。
本橋梁は、大正時代の開通当初から今なお現用されている。

## 構造
単線下路式プラットトラス（ピン結合）1連の形式であり、アメリカン・ブリッジ製である。

## 周辺
- 阿賀野川
- 国道459号
- 船渡大橋
- 菱潟大橋
- 新潟県道496号二枚田狐窪線
- 豊実トンネル（磐越西線）
- 豊実ダム